# Danalia larvaeformis
Danalia larvaeformis är en kräftdjursart som först beskrevs av Giard 1874.  Danalia larvaeformis ingår i släktet Danalia och familjen Cryptoniscidae. Inga underarter finns listade i Catalogue of Life.